# 瓦利爾 (伊利諾伊州)
瓦利爾（英語：Valier）是位於美國伊利諾伊州富蘭克林縣的一個村落。

## 地理
瓦利爾的座標為38°00′57″N 89°02′28″W / 38.01583°N 89.04111°W，而該地最高點為海拔高度140米（即459英尺）。

## 人口
根據2010年美國人口普查的數據，瓦利爾的面積為2.93平方千米，當中陸地面積為2.91平方千米，而水域面積為0.02平方千米。當地共有人口669人，而人口密度為每平方千米228人。